# Текос
Те́кос — село в Краснодарском крае. Входит в состав Архипо-Осиповского сельского округа муниципального образования город-курорт Геленджик.

## География
Селение расположено в южной части городского округа Геленджик, по обоим берегам одноимённой реки Текос. Находится в 7 км к северо-западу от Архипо-Осиповки и в 44 км к юго-востоку от Геленджика. Расстояние до черноморского побережья составляет около 12 км. Через село проходит федеральное шоссе М-4 «Новороссийск-Туапсе».
Граничит с землями населённых пунктов: Архипо-Осиповка на юго-востоке и Пшада на северо-западе.
Населённый пункт расположен в межгорной впадине. Рельеф местности холмисто-гористый. Средние высоты на территории села составляют около 80 метров над уровнем моря. Абсолютные высоты превышают 600 метров.
Гидрографическая сеть в основном представлена рекой Текос, которая в передах села принимает в себя несколько мелких притоков, которые здесь с ущельями именуются щелями. К юго-востоку от села в Текос впадают два его крупнейших притока — Обляго (слева) и Сухая Речка (справа).
Климат в селе субтропический. Среднегодовая температура воздуха составляет около +12,5°С, со средними температурами июля около +23,0°С, и средними температурами января около +3,0°С. Среднегодовое количество осадков составляет около 1000 мм в год. Основная часть осадков выпадает в зимний период.

## Этимология
Название села происходит от реки Текос. Гидроним имеет адыгское происхождение и трансформировался из первоначального названия — Текопс.
Существует два варианта перевода гидронима: 
- От Тыкъопс — «водное урочище»,  где тыкъо – «урочище» и пс/псы – «вода» или «река».
- От Тӏыкъопс — «ущелье бараньей реки», где тӏы — «баран», къо — «ущелье» и пс/псы – «вода» или «река».

## История
До завершения Кавказской войны в 1864 году, в районе современного села располагались различные родовые аулы коренного населения края — адыгов, которые затем в большинстве своём были выселены в ходе мухаджирства в Османскую империю.
10 марта 1866 года указом императора Александра II было утверждено Положение о заселении Черноморского округа. В нём разрешалось селиться представителям всех сословий, а также иностранно-подданым христианского вероисповедания. Смешанный национальный состав населения стал характерной особенностью опустевшего Черноморского побережья.
В 1869 году, при участии Московского Славянского Общества 15 семей чешских переселенцев основало здесь новое поселение. По ревизии 1870 года, основанное ими селение была отмечена как деревня Текопс.
По ревизии 1894 года деревня Текопс числилась в составе Вельяминовского участка Черноморского округа. По данным на 1905 год в деревне числилось 14 дворов чешских поселян.
На 1917 год, деревня уже под современным названием Текос, числилось в составе Туапсинского округа Черноморской губернии.
По ревизии 1923 года, Текос находился в составе Джубгской волости Туапсинского района Черноморского округа Кубано-Черноморской губернии. В 1925 году село было передано в состав Геленджикского района Северо-Кавказского края.
1 января 1968 года селение было передано в состав Большого Геленджика и в обслуживание Геленджикского городского Совета.
С 10 марта 2004 года село входит в Архипо-Осиповский сельский округ муниципального образования город-курорт Геленджик Краснодарского края.

## Население
| 2002 | 2010  |
| ---- | ----- |
| 865  | ↗1060 |

Национальный состав
По данным Всероссийской переписи населения 2010 года:
| Народ      | Численность, чел. | Доля от всего населения, % |
| ---------- | ----------------- | -------------------------- |
| русские    | 930               | 87,7 %                     |
| украинцы   | 33                | 3,1 %                      |
| чуваши     | 16                | 1,5 %                      |
| кабардинцы | 12                | 1,2 %                      |
| другие     | 69                | 6,5 %                      |
| всего      | 1 060             | 100 %                      |

## Образование
Вв 1995 году академик РАО Михаил Петрович Щетинин создал в селе школу-интернат для детей, в которой разрабатывается совершенно новая система образования (см. Школа Михаила Щетинина).